# Amuleto
amuleto（日語：アミュレート）為日本的聲優事務所。為MAGES.旗下的藝能事務所。舊商號為ARKRAY。

## 所屬藝人
ミ ＝ 自ARKRAY時代的所屬者：自Mediarte移籍者
ド ＝ 自ARKRAY時代的所屬者：自DWANGO ARTIST PRODUCTION移籍者
ア ＝ 自ARKRAY時代的所屬者：自其他事務所移籍者、新所屬者
他 ＝ 自其他事務所移籍者、新所屬者

### 聲優、演員

#### 男性聲優
- 上田燿司
- 大河元氣
- 他 大須賀純
- 他 菊地燎（日语：菊地燎）
- 他 楠大典
- 小島英樹（日语：小島英樹）
- 他 志田良太
- 鈴木裕斗
- 高瀨泰幸（日语：高瀬泰幸）
- 他 竹島聰之介
- 他 田代哲哉（日语：田代哲哉）
- 津田健次郎
- 他 中優一郎
- 蓮岳大（日语：蓮岳大）
- 藤原祐規
- 他 武藤正史（日语：武藤正史）
- 山口正秀（日语：山口正秀）
- 橫田紘一

#### 女性聲優
- 他 明坂聰美
- 他 伊藤壽江
- 他 伊藤未帆
- 他 大森舞
- 他 岡田千優季
- 他 河合紗希子（日语：河合紗希子）
- 他 木野日菜
- 他 木村文香
- 他 桑原苑美
- 他 小日向茜
- 佐久間紅美
- 他 佐藤舞
- 他 真田麻美
- 庄子裕衣
- 他 諏訪七香
- 他 關口未佐子
- 仙台惠理
- 他 平流艾蓮
- 他 武石步實
- 他 田畑寧寧
- 他 田村由香里
- 津川祝子（日语：津川祝子）
- 他 仲谷明香
- 他 西村麻彌（日语：西村麻弥）
- 他永島由子
- 他 本多真梨子
- 他 八島莎拉拉
- 他 山本彩乃
- 他 吉田仁美

### 預留
- 他 飯島遼
- 他 石川翔
- 他 一瀨巧
- 他 尾崎裕紀
- 他 上村將弘
- 他 酒見正太郎
- 他 高橋理勇
- 他 瀧澤諒
- 他 宮近柊斗
- 他 村山史門
- 他 青戶浩香
- 他 石井麻美
- 他 岩本悠花
- 他 上野瑞紀
- 他 大石步佳
- 他 岡本陽夏
- 他 岡本美歌
- 他 小方奏重
- 他 華山美緒
- 他 川田弘子
- 他 北川陽子
- 他 桐生朱音
- 他 今野優月
- 他 坂井那由
- 他 櫻瀨千佳
- 他 篠原知江
- 他 東鄉誌繪里
- 他 中島優衣（日语：中島優衣）
- 他 中村充美
- 他 藤田瑛真
- 他 南凜香
- 他 森本真央
- 他 八十川楓
- 他 柳木美里
- 他 山下琴美

### 歌手
- 他 流田Project（日语：流田Project）
- 他 彩音
- 他 Zwei（日语：Zwei）
- 他 伊藤香奈子（いとうかなこ）
- 他 Afilia Saga（アフィリア・サーガ）

### 歌手（Artist Room）
- 他 Afilia Saga
- 他 彩音
- 他 伊藤香奈子
- 他 鈴木KONOMI
- 他 Zwei（日语：Zwei）
- 他 Fuki

### 其他所屬者
- 他 天月未來
- 他 勝俣正敏（創作家）
- 他 高橋名人（遊戲關係者）
- 他 長島☆自演乙☆雄一郎（日语：長島☆自演乙☆雄一郎）

## 過往主要所屬聲優、歌手

### 男性
- 伊藤健太郎（現所屬：Mausu Promotion）
- 大林洋平（日语：大林洋平）
- 奧正史
- 向後啓介（日语：向後啓介）
- 佐佐木篤（日语：佐々木篤）
- 速水秀之
- 堀龍也（日语：堀龍也）
- 松尾大亮（日语：松尾大亮）
- 米山雄太（現所屬：BLOSSOM ENTERTAINMENT（日语：ブロッサム・エンターテイメント））

### 女性
- 池永亞美（日语：池永亜美）（現所屬：MAXSTAR）
- 石井利奈（日语：石井利奈）（現所屬：劇團K-Show）
- 石塚美月（日语：石塚みづき）（自由職業）
- 大山早稀
- 大友萌
- 架月（舊藝名：香月）
- 加藤玲奈
- 菅綾香
- 栗原由紀子
- 澤井惠理香（現所屬：劇團娛樂天國）
- 寺本治子
- 南條愛乃（現所屬：office EN-JIN（日语：学研プラス））
- HIMEKA（自由職業）
- 平野妹（自由職業）
- 古川香織（現所屬：crocodeile（页面存档备份，存于））
- 松本梨香（自由職業）
- 三谷翔子（日语：三谷翔子）（現所屬：Office海風（日语：オフィス海風））
- 水杜明壽香（日语：水杜明寿香）（現所屬：Art Group（日语：アールグルッペ））

- 真田麻美

### 歌手
- 流田Project（日语：流田Project）（現所屬：Peak A Soul+）

## 外部連結
- amuleto公式官網（页面存档备份，存于） （日語）
- amuleto Staff的X（前Twitter） （日語）
- amuleto Artist Room的X（前Twitter） （日語）